# العلاقات الكازاخستانية الليختنشتانية
العلاقات الكازاخستانية الليختنشتانية هي العلاقات الثنائية التي تجمع بين كازاخستان وليختنشتاين.

## مقارنة بين البلدين
هذه مقارنة عامة ومرجعية للدولتين:
| وجه المقارنة                                              | كازاخستان                      | ليختنشتاين                                 |
| --------------------------------------------------------- | ------------------------------ | ------------------------------------------ |
| المساحة (كم2)                                             | 2.72 مليون                     | 16                                         |
| عدد السكان (نسمة)                                         | 17.95 مليون                    | 37.47 ألف                                  |
| الكثافة السكانية (ن./كم²)                                 | 6.6                            | 234.19 ألف                                 |
| العاصمة                                                   | نور سلطان                      | فادوتس                                     |
| اللغة الرسمية                                             | اللغة القازاقية، اللغة الروسية | اللغة الألمانية                            |
| العملة                                                    | تينغ كازاخستاني                | فرنك سويسري                                |
| الناتج المحلي الإجمالي (بليون دولار)                      | 159.41 مليار                   | 6.29 مليار                                 |
| الناتج المحلي الإجمالي (تعادل القوة الشرائية) بليون دولار | 439.39 مليار                   |                                            |
| الناتج المحلي الإجمالي الاسمي للفرد دولار أمريكي          | 10.51 ألف                      |                                            |
| الناتج المحلي الإجمالي للفرد دولار أمريكي                 | 24.23 ألف                      |                                            |
| مؤشر التنمية البشرية                                      | 0.788                          | 0.908                                      |
| رمز المكالمات الدولي                                      | +7                             | +423                                       |
| رمز الإنترنت                                              | .kz، .қаз ‏                     | .li                                        |
| المنطقة الزمنية                                           | ت ع م+05:00، ت ع م+06:00       | توقيت وسط أوروبا، ت ع م+01:00، ت ع م+02:00 |

## منظمات دولية مشتركة
يشترك البلدان في عضوية مجموعة من المنظمات الدولية، منها:
| علم المنظمة | اسم المنظمة                    | تاريخ انضمام كازاخستان | تاريخ انضمام ليختنشتاين |
| ----------- | ------------------------------ | ---------------------- | ----------------------- |
|             | الاتحاد البريدي العالمي        | ?                      | ?                       |
|             | الاتحاد الدولي للاتصالات       | 23 فبراير 1993         | 25 يوليو 1963           |
|             | منظمة حظر الأسلحة الكيميائية   | ?                      | ?                       |
|             | الأمم المتحدة                  | 2 مارس 1992            | 18 سبتمبر 1990          |
|             | منظمة الأمن والتعاون في أوروبا | 30 يناير 1992          | 25 يونيو 1973           |
|             | منظمة الشرطة الجنائية الدولية  | ?                      | ?                       |

## وصلات خارجية
- موقع وزارة الخارجية الكازاخستانية